# Секретна місія
«Секретна місія» — радянський чорно-білий художній фільм, знятий в 1950 році на кіностудії «Мосфільм» режисером Михайлом Роммом. Відновлений в 1969 році.

## Сюжет
1945 рік, Німеччина. Напередодні краху рейху гітлерівці ведуть таємні переговори з англо-американцями про капітуляцію німецьких військ на Заході. Радянські розвідники роблять все можливе, щоб викрити і зірвати ці переговори.

## У ролях
- Олена Кузьміна —  Марта Ширке, вона ж Маша Глухова, радянська розвідниця
- Михайло Висоцький —  Вінстон Черчілль
- Микола Коміссаров —  сенатор Аллан
- Сергій Вечеслов — співробітник американської розвідувальної служби, Гарві
- Олександр Антонов —  генерал Шитте
- Володимир Гардин —  Діллон
- Микола Рибников —  Вандеркорн
- Георгій Георгіу —  Берг
- Василь Макаров —  Олексій Дементьєв, він же Курт Юніус
- Олексій Грибов —  Петро Васильович, генерал радянської розвідки
- Олександр Чебан —  генерал радянської розвідки
- Володимир Ренін —  генерал-фельдмаршал Рундштедт  (немає в титрах)
- Василь Бокарєв —  генерал-полковник
- Микола Тимофєєв —  американський льотчик
- Володимир Савельєв —  Гітлер
- Петро Берьозов —  Гіммлер
- Володимир Бєлокуров —  Борман
- Олександр Пєлєвін —  Шелленберг
- Марк Перцовський —  Кальтенбруннер
- Павло Гайдебуров —  Роджерс
- Олександр Хохлов —  Крупп
- Лев Фенін —  Люнес, камердинер Круппа
- Микола Свєтловідов —  німецький резидент
- Іван Соловйов —  німецький резидент
- Георгій Бударов —  німецький резидент  (немає в титрах)
- Михайло Яншин —  Шульц, німецький промисловець
- Володимир Готовцев —  німецький промисловець
- Борис Петкер —  німецький промисловець
- Микола Свободін —  німецький промисловець
- Микола Трофімов — епізод
- Євген Моргунов — епізод
- Володимир Соловйов — епізод

## Знімальна група
- Автори сценарію: Костянтин Ісаєв і Михайло Маклярський
- Режисер: Михайло Ромм
- Оператори: Борис Волчек і Микола Ренков (комбіновані зйомки)
- Художники: Абрам Фрейдін, Петро Кисельов
- Художник по костюму: Валентин Перельотов
- Композитор: Арам Хачатурян
- Звукорежисер: Валерій Попов